# Cretevania minor
Cretevania minor är en stekelart som beskrevs av Alexandr Rasnitsyn 1975. Cretevania minor ingår i släktet Cretevania och familjen hungersteklar. Inga underarter finns listade i Catalogue of Life.